# Vassens
Vassens település Franciaországban, Aisne megyében. Lakosainak száma 171 fő (2022. január 1.). Vassens Audignicourt, Blérancourt, Morsain, Saint-Aubin, Selens és Autrêches községekkel határos.

## Népesség
A település népessége az elmúlt években az alábbi módon változott:
| Lakosok száma | 138  | 91   | 105  | 159  | 175  | 163  | 151  | 139  | 150  | 171  |
|               | 1968 | 1982 | 1990 | 2006 | 2013 | 2015 | 2017 | 2019 | 2020 | 2022 |